# Paweł Bernas
Paweł Bernas (Gliwice, Polonia, 24 de mayo de 1990) es un ciclista polaco, miembro del equipo Mazowsze Serce Polski.

## Palmarés
2011 (como amateur)
- Carpathia Couriers Paths

2014
- Visegrad 4 Bicycle Race-GP Slovakia
- Visegrad 4 Bicycle Race-GP Hungary
- 1 etapa del Tour de China I

2015
- 1 etapa del Gran Premio Liberty Seguros
- Vuelta al Alentejo, más 1 etapa
- Szlakiem Grodów Piastowskich, más 1 etapa
- Visegrad 4 Bicycle Race-GP Czech Republic
- 3.º en el Campeonato de Polonia en Ruta

2020
- Gran Premio de Alanya
- 1 etapa del Giro del Friuli Venezia Giulia

2025
- 2.º en el Campeonato de Polonia en Ruta

## Resultados en Grandes Vueltas
| Carrera | Carrera         | 2013 | 2014 | 2015 | 2016 | 2017 | 2018 | 2019  | 2020 | 2021 | 2022 | 2023 | 2024 | 2025 |
| ------- | --------------- | ---- | ---- | ---- | ---- | ---- | ---- | ----- | ---- | ---- | ---- | ---- | ---- | ---- |
|         | Giro de Italia  | —    | —    | —    | —    | —    | —    | —     | —    | —    | —    | —    | —    | —    |
|         | Tour de Francia | —    | —    | —    | —    | —    | —    | —     | —    | —    | —    | —    | —    | —    |
|         | Vuelta a España | —    | —    | —    | —    | —    | —    | 149.º | —    | —    | —    | —    | —    | —    |

—: no participa

Ab.: abandono 